# Avon (Indiana)
Avon ist eine Town im Hendricks County im Bundesstaat Indiana in den USA. 

## Bevölkerung
Die Stadt hatte im Jahre 2020 laut Volkszählung des US Census Bureau 21.474 Einwohner, verteilt auf 5.636 Haushalte. 83,8 % der Bevölkerung sind Weiße, 6,6 % Latinos, 9,1 % Afroamerikaner, 0,5 % Indianer, die restliche Bevölkerung gehörte anderen Rassen an.

## Söhne und Töchter der Stadt
- Mike Larrison (* 1981), Autorennfahrer
- William Temple Hornaday (1854–1937), Taxidermist und Zoodirektor

## Persönlichkeiten mit Wohnsitz in Avon
- Steve Talley (* 1981), Schauspieler